# Remigia mensuralis
Remigia mensuralis är en fjärilsart som beskrevs av Walker. Remigia mensuralis ingår i släktet Remigia och familjen nattflyn. Inga underarter finns listade.